# Grafschaft Dassel

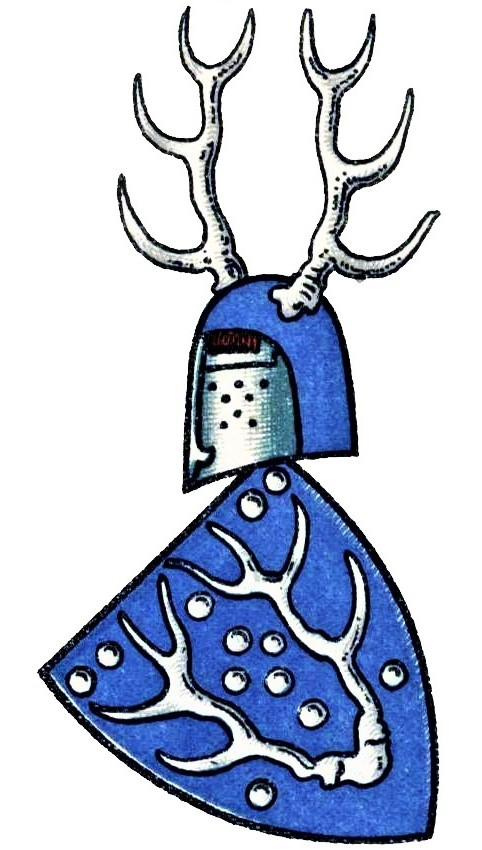
Wappen der Grafen von Dassel

Die Grafschaft Dassel entstand kurz nach der Wende vom 11. zum 12. Jahrhundert, als nach dem Aussterben der Billunger im Mannesstamm deren Besitz im Suilbergau nördlich des Solling in die Herrschaften Einbeck und Dassel geteilt wurde und Reinold von Dassel sich dort grafenähnliche Herrschaftsrechte sichern konnte. Die Grafschaft bestand etwa 200 Jahre. 1310 wurde sie infolge Kinderlosigkeit aufgegeben. Prominentestes Mitglied der gräflichen Familie war Rainald von Dassel, Kanzler des Kaisers Friedrich Barbarossa und Erzbischof von Köln.

## Zeitliche Entwicklung
Durch die Anlage einer Burg an ihrem Stammsitz in Dassel festigte die Familie ihren Herrschaftsbereich. Zu Beginn des 13. Jahrhunderts konnte die Grafschaft rund um ihren Stammsitz eine Aufbruchstimmung freisetzen, die Wirtschaft und Handel aufblühen ließ. Ihre Blütezeit erlebte die Grafschaft Mitte des 13. Jahrhunderts. Die Grafschaft zerfiel durch Verkauf von Besitz gegen Ende des 13. Jahrhunderts und verschwand endgültig mangels männlicher Nachkommen Anfang des 14. Jahrhunderts.

## Räumliche Entwicklung
Die Grafschaft umfasste zu Beginn des 12. Jahrhunderts das Waldgebiet rechts der Oberweser (etwa das Gebiet des heutigen Naturparks Solling-Vogler) und dessen östliches Vorland bis ins Leinetal.
Stammbaumbedingt verlief die weitere Entwicklung in zwei Teilen. Der adolfschen Linie mit Stammsitz auf Burg Hunnesrück im nördlichen Teil der Grafschaft fiel durch Einheirat Anfang des 13. Jahrhunderts kurzzeitig auch die Grafschaft Ratzeburg zu, so dass sich ihr Herrschaftsgebiet erheblich erweiterte. Die Grafschaft Ratzeburg ging allerdings als Folge der verlorenen Schlacht bei Waschow schon sehr bald wieder verloren.
Die ludolfsche Linie blühte im Süden um Nienover auf und profitierte nach 1180 zunächst vom Sturz Heinrichs des Löwen. Mitte des 13. Jahrhunderts gelang eine Besitzerweiterung im Süden, die sich allerdings ebenfalls als nur temporär erwies. Die Grafen von Dassel mussten sich nicht nur gegenüber Nachbargrafschaften behaupten, sondern auch gegenüber dem Herzogtum Braunschweig-Lüneburg sowie den Bistümern Mainz, Paderborn und Hildesheim. Die territoriale Zersplitterung und letztlich der Zerfall der Grafschaft Dassel wurde durch Erbteilung eingeleitet und fand durch Söhnelosigkeit den Abschluss.
Der letzte Graf von Dassel, Simon aus der adolfschen Linie, verkaufte nach und nach alle noch verbliebenen Gebiete rund um den Stammsitz und löste dadurch die Grafschaft auf.
Über den skizzierten unmittelbaren, umfassende Rechte beinhaltenden und auch militärisch abgesicherten, Einflussbereich im Umfeld ihrer Stammburgen hinaus hatten die Grafen von Dassel zeitweilig zahlreiche weitere Rechte inne, die ihnen Einflussnahme in anderen Gebieten ermöglichte. Dazu gehören in südlicher Richtung der Reinhardswald in einem groben Dreieck zwischen Weser, Fuldamündung und Diemel, in nördlicher Richtung entlang der Leine, sowie an weiteren verstreuten Orten, etwa an Elbe und Ruhr. Hier war die Verfügungsgewalt der Grafen jeweils begrenzt entweder durch räumliche Isolation oder durch Einschränkung der Rechte auf einen einzelnen Aspekt des gesellschaftlichen Lebens oder gar durch Teilung der Rechte mit anderen Grafen.

### Benachbarte Herrschaften
- Edelherren von Homburg: Dieses Gebiet grenzte unmittelbar nördlich an die Grafschaft Dassel und schloss Lüthorst ein.
- Grafschaft Schwalenberg: Diese ausgedehnte Grafschaft lag westlich der Weser nordwestlich der Grafschaft Dassel.
- Grafen von Everstein: Die Burg Everstein lag nördlich, und zwar zwischen der Herrschaft Homburg und Grafschaft Schwalenberg.
- Herren von Brakel: Diese besaßen ein kleines Territorium westlich der Oberweser.
- Welfische Erblande: Sie schlossen sich östlich der Leine an die Grafschaft Dassel an.
- Im Süden waren die Grafen des fränkischen Hessengaus und deren Nachfolger, die Landgrafen von Hessen, der wichtigste Nachbar.

### Grenzverläufe
Im Westen hatte sich der natürliche Grenzverlauf Oberweser über mehr als 150 Jahre bewährt. Hier bildet er heute die Landesgrenzen zwischen Niedersachsen und Nordrhein-Westfalen.
Während der gesamten Dauer der Grafschaft Dassel hatte das Dorf Mackensen die Grenze im Norden Richtung Everstein markiert. Dieser Ortsteil von Dassel markiert heute die Grenze zwischen dem Landkreis Northeim und dem Landkreis Holzminden.
Im Osten bildet der letzte Grenzverlauf der Grafschaft Dassel vor dem Verkauf von 1310 teilweise die heutige Stadtgrenze von Dassel. An diesem Beispiel wird allerdings auch die Problematik des im Mittelalter üblichen Streubesitzes deutlich. Hatten sich die Grafen zeitweise auch östlich der Leine ausbreiten können, so konnte ihnen 1310 nur noch Markoldendorf vollständig zugeordnet werden. Von diesem heutigen Ortsteil Dassels behielt Simon von Dassel allerdings einige Hufe sowie Eisenverarbeitungsrechte in seinem Privatbesitz.
Der heutige Grenzverlauf zwischen dem Landkreis Northeim und dem Landkreis Kassel gibt eine ungefähre Vorstellung der grafschaftlichen Grenze im Süden, die allerdings weniger stabil war. In einer letzten Phase starker Machtentfaltung der Grafen von Dassel Mitte des 13. Jahrhunderts befand sich der Grenzverlauf erheblich weiter südlich, ungefähr auf einem Bogen Körbecke–Grebenstein–Reinhardshagen. Hier zeigt sich auch, wie schwach die Grafen schließlich geworden waren. Das bescheidene Restterritorium von 1310 wurde im Süden durch Dörfer Dassels markiert, die auch heute noch den Südrand der Stadt Dassel bilden, Relliehausen und Hilwartshausen.

## Wappen
- Die Stadt Dassel übernahm 1646 das Wappen der Grafen von Dassel mit dem achtendigen Hirschgeweih. Die Grafen hatten dieses 1210 eingeführt. Die Anzahl der Kugeln auf dem Wappen, die heute 12 beträgt, variierte damals noch.
- Alle wichtigen Elemente des gräflichen Wappens finden sich auch auf dem heutigen Wappen des Dasseler Ortsteils Lauenberg, obwohl dieser erst in der zweiten Hälfte des 14. Jahrhunderts gegründet wurde, also nach dem Ende der Grafschaft Dassel. Die Gründung des Dorfes erfolgte aber genau unter der Burg der Grafen, der Lauenburg.
- Das achtendige Hirschgeweih der Grafen von Dassel findet sich in dieser Form auch auf dem heutigen Wappen des Bodenfelder Ortsteils Nienover. Hier hatte die ludolfsche Linie ihren Stammsitz.
- Bodenfelde war zur Zeit der Grafschaft Dassel Grenzort an der Oberweser im Südwesten. Die Grafen hatten daher hier eine Zollstation eingerichtet. Zusammen mit Bodenfeldes Ortsteil Wahmbeck wurde sie 1270 verkauft. In Bodenfeldes Wappen ist eine rudimentäre Erinnerung an die Zeit unter den Grafen erhalten geblieben.
- Die Ausdehnung der Grafschaft Dassel nach Süden während der ludolfschen Zeit kommt noch heute in dem Wappen von Schönhagen zum Ausdruck. Das Ortswappen zeigt das achtendige Hirschgeweih der Grafen von Dassel. Zwischen den Hirschstangen sind sechs Kugeln zu einem Kreuz angeordnet, zwei weitere Kugeln befinden sich neben dem Grind.
- Ende des 12. und Anfang des 13. Jahrhunderts waren die Grafen von Dassel Vögte des Klosters Grafschaft. Dadurch wurde ihr Wappen in unterschiedlichen Formen Bestandteil des Klosterwappens sowie der Wappen der ehemaligen Gemeinden Grafschaft und Oberkirchen.

## Wirtschaft
Der Handel bot der Bevölkerung nach dem Untergang von Nienover keine Perspektiven mehr. Für den regionalen Ost-West-Handel war der Weg über Bodenwerder oder über die Hellwegbrücke von Corvey besser geeignet als der über Bodenfelde, und für den Nord-Süd-Handel lag Einbeck ideal im Leinegraben.
Immerhin war unter der Regentschaft der Grafen das Handwerk aufgeblüht und konnte in den folgenden Jahrhunderten zusammen mit der dominierenden Landwirtschaft zu einer wenigstens kontinuierlichen Wirtschaftsentwicklung der Region beitragen.
Die Grafen von Dassel brachten ab etwa 1210 eigene Geldmünzen in Umlauf, die sie mit ihrem Wappen kennzeichneten. Doch schon um 1250 mussten sie dies wieder einstellen, weil die Kosten für die Herstellung der Rohlinge den Wert der Brakteaten überstiegen.

## Biographien und Geschichte
Das Haus derer von Dassel war ein ab 1113 beurkundetes Geschlecht Edelfreier im südlichen Sachsen, das sich seit 1126 nach seinem Stammsitz Dassel im heutigen Landkreis Northeim in Niedersachsen benannte.

### Reinold von Dassel
Erster bezeugter Angehöriger des Hauses war Reinold I. von Dassel, der nach der Teilung des Suilberggaus im Jahre 1113, wo er 1097–1127 bekundet ist, die Grafenwürde im Raum Dassel erlangte und in der Folge seinen Herrschaftsbereich auf der Basis vielfältiger Amts-, Lehens- und Familienverbindungen bis an die obere Weser und Diemel, in den Reinhardswald und nach Thüringen ausdehnte. Er ist 1126 erstmals als „von Dassel“ bekundet. Seine Eltern waren Dietrich und Kunhild. Von seinen Kindern sind drei namentlich bekannt: Ludolf, Rainald und Gepa. Durch seinen Wohlstand konnte er seinem Sohn Rainald eine umfassende Ausbildung am angesehenen Hochstift zu Hildesheim ermöglichen. Darüber hinaus konnte er sich zwischen 1113 und 1118 mehrere Schenkungen an das Kloster Corvey leisten.

### Ludolf I. von Dassel
Reinolds ältester Sohn, Ludolf I., verwaltete als Erbe den Stammsitz in Dassel. Er starb 1167 vor Rom im Heerlager des Kaisers Friedrich Barbarossa an Ruhr. Mit seinen Söhnen Ludolf II. und Adolf I. spaltete sich das Haus der Grafen von Dassel in zwei Linien auf.

### Rainald von Dassel
Rainald, der zweite Sohn Reinolds, ist der bekannteste des Geschlechts. Er war Kanzler unter Kaiser Friedrich Barbarossa und Erzbischof von Köln. 1164 ließ er die Gebeine der Heiligen Drei Könige nach Köln überführen, wodurch sich deren Verehrung in der christlichen Welt verstärkte und Köln zu einem bedeutenden Wallfahrtsort wurde. Rainald von Dassel starb ebenfalls 1167 bei Rom an Ruhr.

### Gepa von Dassel
Gepa von Dassel wurde Äbtissin des Ursulinenklosters in Köln.

### Sophie von Dassel
Die Tochter Ludolfs I. heiratete Bernhard II. von Wölpe. Die Hochzeit erfolgte Ende des 12. Jahrhunderts. Sophie lebte seitdem in der Mittelweserregion. Hier fand auch ihre Tochter Richenza ihren Ehepartner Heinrich I. von Hoya.

### Ludolf II. von Dassel
Ludolf II. († nach 1197, spätestens 1210) war der älteste Sohn Ludolfs I. Spätestens während seiner Herrschaft erfolgte die Belehnung des Hauses mit der Burg Nienover, den dazugehörigen Gebieten im Solling und weiteren mit Nienover verbundenen Rechten. Ludolf machte Nienover zu seinem Stammsitz, während sein Bruder Adolf von der Burg Hunnesrück aus operierte. Beide Brüder waren, wie die meisten sächsischen Adligen, entschiedene Gegner Heinrichs des Löwen. Dessen Sturz im Jahre 1180 brachte ihnen erheblichen Zugewinn an Besitz und Rechten und zunächst ungestörten Ausbau ihrer Herrschaft in Südniedersachsen. Ludolf nahm 1189 am Dritten Kreuzzug teil.
Ludolf hatte folgende namentlich bekannte Kinder:
- Adolf II. von Dassel
- Ludolf III. von Dassel ⚭ Benedicta
- Reinold III., Domherr in Hildesheim
- Sigebodo (* vor 1210; † 1251), Domherr in Verden
- Adelheid († 1238) ⚭ 1220 Berthold von Schöneberg (1188–1223)

### Adolf II. von Dassel und Nienover
Adolf II. (regierte 1210–1257) erhielt mit seinem Bruder Ludolf III. (regierte 1209/10–1219/20) die Herrschaft Schöneberg als Mainzer Lehen. 1244 erwarb Adolf die Burghut von Gieselwerder, ebenfalls als Mainzer Lehen.

### Adelheid von Dassel
Adelheid von Dassel, Tochter Ludolfs II., brachte das vom Stammsitz aus gerade nach Süden erweiterte Gebiet in ihre Ehe mit dem Grafen von Schöneberg ein, so dass dieses für die Grafschaft Dassel verloren ging. Zu Adelheids Aussteuer gehörten die Rechte über mehrere Orte. Dazu zählten Hümme, Ostheim und Gut Dinkelburg bei Körbecke, die somit an ihren Ehemann übergingen.

### Adolf I. von Dassel
Adolf I. (* um 1155/60; † 1224), genannt „der Kühne“, Sohn Ludolfs I. und Bruder Ludolfs II. nahm die Burg Hunnesrück als seine Residenz. Adolf war Neffe oder Schwager des Grafen Adolf III. von Schauenburg und verwaltete 1189 während dessen Teilnahme am Dritten Kreuzzug die Grafschaft. Als Heinrich der Löwe, nach dem Tod Kaiser Friedrich Barbarossas, mit einem Heer dort erschien, musste Adolf von Dassel zunächst fliehen, versammelte dann jedoch 1190 ein Heer, das Heinrich eine schwere Niederlage zufügte und damit zum endgültigen Machtverzicht des Löwen führte.
Im Jahre 1200 heiratete er Adelheid von Wassel, die ältere der beiden Töchter des Grafen Konrad von Wassel und Witwe des 1197 gestorbenen Grafen Bernhard II. von Ratzeburg. Da Adelheids und Bernhards Sohn Bernhard III. ebenfalls bereits gestorben war, gelang es Adolf dadurch, und mit der Unterstützung des Grafen Adolf III. von Schauenburg, Bernhards Nachfolger als Graf von Ratzeburg zu werden. Damit erreichte das Herrschaftsgebiet des Hauses Dassel seine größte Ausdehnung, wenn auch nur sehr kurzzeitig. Adolf I. provozierte den König von Dänemark, Knut VI., den Schwiegersohn Heinrichs des Löwen, der eine expansive Politik betrieb und die Grafschaften Holstein, Schauenburg und Ratzeburg angriff. Adolf stellte sich den mit Knut verbündeten Abodritenfürsten Heinrich Borwin I. und Nikolaus I. am 25. Mai 1200 oder 1201 in der Schlacht bei Waschow bei Wittendörp zur Schlacht, verlor jedoch und musste fliehen. Die Grafschaft Ratzeburg kam unter dänische Oberhoheit.
Jahre später befand sich Adolf erneut im Kampf, diesmal zur Unterstützung des welfischen Kaisers Otto IV. in Süditalien im Jahre 1209. Otto IV. brach seinen Feldzug ab, da sein Herrschaftsanspruch im Reich umstritten war. Adolf jedoch war immer noch nicht kriegsmüde und nahm am Fünften Kreuzzug sowie an der Seite von Albert von Buxthoeven an dessen Kampf um Livland teil, bevor er endlich zum Stammsitz zurückkehrte und wenige Jahre später verstarb.
Namentlich bekannte Kinder aus der Ehe Adolfs und Adelheids waren:
- Ludolf IV. von Dassel und Nienover († 1223)
- Adolf III. von Dassel († 1244), zwischen 1213 und 1244 beurkundeter Graf von Dassel
- Berthold I., Domherr in Hildesheim († 1268)
- Adelheid (* 1224; † 14. September 1262/63), ⚭ (1) Johann Jacobsen Galen (–1240); ⚭ (2) Graf Ludwig I. von Ravensberg

### Ludolf IV. von Dassel
Ludolf IV., ein Sohn Adolfs I., verkaufte seine Ansprüche an der Herrschaft Schartenberg und leitete damit eine weitere Schwächung im Süden ein. Seine Söhne waren Adolf IV., Wilbrand (der Kanoniker in Magdeburg wurde) und Ludolf V.

### Ludolf V. von Dassel
Ludolf V., Sohn Ludolfs IV., ließ nach 1266 die Burg Grebenstein, nordwestlich von Kassel und etwa 40 km südlich des Solling, erbauen. 1270 verkaufte er westliche Gebiete seiner Grafschaft im Solling an das Fürstentum Braunschweig-Wolfenbüttel.

### Ludolf VI. von Dassel, Nienover und Schöneberg
Ludolf VI. (1235–1290) verkaufte 1267 seine Rechte an der Burg Schartenberg an Bischof Simon von Paderborn. Danach bemühte er sich zunächst um Konsolidierung des Territoriums in Richtung Schöneberg, veräußerte aber diese Rechte 1273 an das Erzstift Mainz.
Ludolf VI. heiratete Regelind von Brakel. Ihre Nachkommen waren Drudeke und Berthold II. von Dassel. Letzterer verstarb jedoch jung. Daher erbte Drudeke die Burg Grebenstein, die durch ihre Hochzeit mit Ludwig III. von Everstein an diesen überging.

### Simon von Dassel
Der letzte Graf von Dassel, ein Sohn Ludolfs V., verkaufte zunächst das Sollingterritorium um Nienover sowie die östlichen Teile der Grafschaft bei Einbeck im Jahr 1303 an das Fürstentum Braunschweig-Wolfenbüttel. Im Jahr 1310 überfiel er (zusammen mit seinem Bruder Konrad) das Dorf Lippoldsberg und raubte Vieh. Noch im gleichen Jahr, am 15. Februar 1310, verkaufte er die letzten Reste der Grafschaft Dassel an Bischof Siegfried II. von Hildesheim. Auf der Verkaufsliste des Grafen standen neben der Burg Hunnesrück und Dassel die Dörfer Relliehausen, Hilwartshausen, Deitersen, Selessen, Wellersen, Robbedissen (seit etwa zwei Jahrhunderten Wüstung) sowie Markoldendorf. Simon zog nach Göttingen. In seinem Privatbesitz verblieb ein Paket von Streubesitz. Dabei handelte es sich um Hufen bei Algermissen, Dassel-Markoldendorf, Einbeck, Engers, Göttingen, Hötensleben, Wunstorf, Neinstedt, Northeim, Sarstedt und Sehnde. Diese stieß er zwischen 1312 und 1325 ab. Er verstarb am 1. Mai 1325, der letzte seines Hauses. In der Klosterkirche Lippoldsberg errichtete man ihm ein Grabgewölbe; Fundamentreste wurden 1964 in der südlichen Nebenapsis gefunden.

## Neues Geschlecht
Ministeriale der Grafen von Dassel sind ab dem ausgehenden 12. Jahrhundert belegt. In der Regel benannten sich diese Familien nach ihrem Herkunftsort. Dazu zählen auch die Herren von Dassel. Hierzu gehört Hermannus de Dasle, ein Gefolgsmann des Grafenhauses, der sich selbst nach deren Stammsitz benannte und somit eine neue Stammreihe begründete.

## Burgen

### Residenzen
Die Burg Dassel am Nordhang des Dasseler Burgberges war der erste Stammsitz des Grafengeschlechtes als Beaufsichtigung für die Erzverhüttungsplätze an der Ilme. Eine noch ältere Burganlage lag auf dem Bierberg nördlich von Dassel.

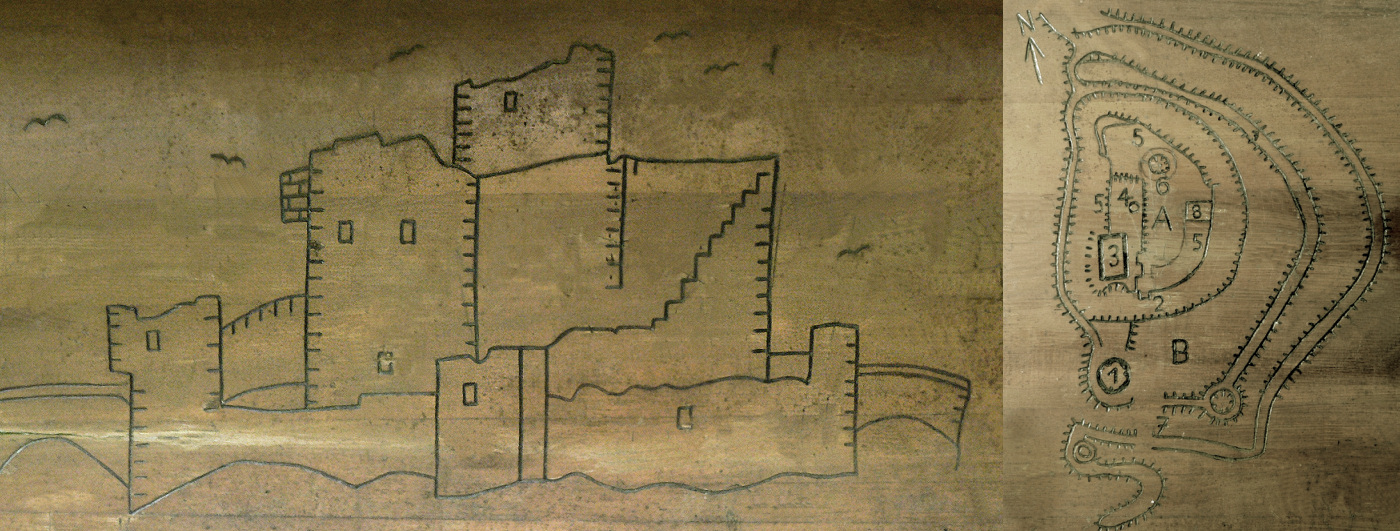
Burgruine Hunnesrück 1603 und Lageplan

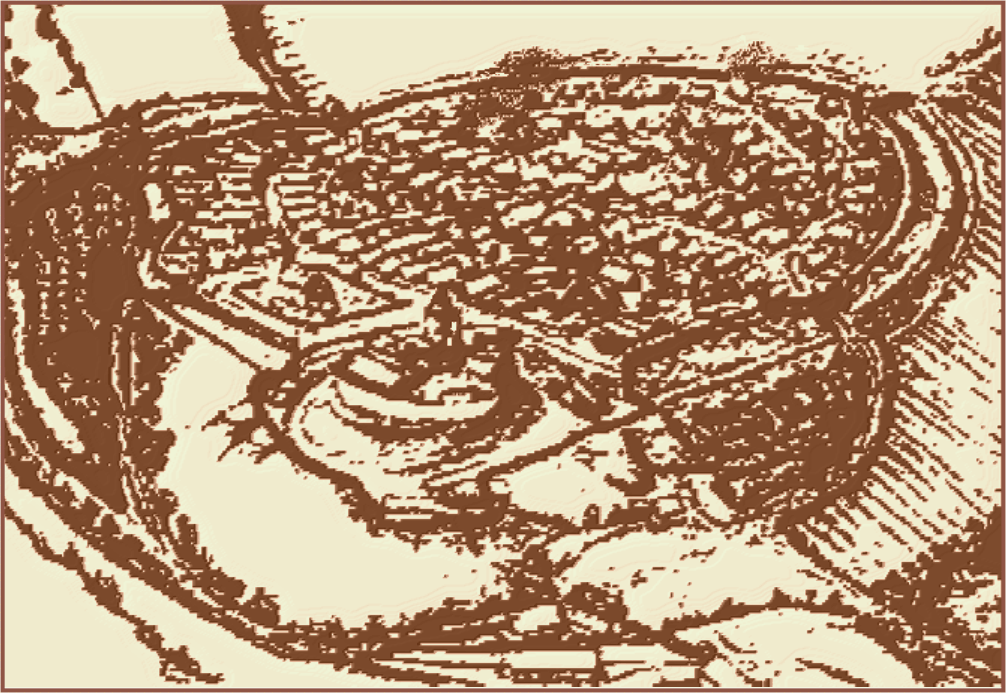
Nienover um 1215, später Stadtwüstung Nienover

#### Burg Hunnesrück
Die Burg Hunnesrück wurde Stammsitz der adolfschen Linie der Grafen von Dassel.

#### Burg Nienover
Die Burg Nienover war Stammsitz der ludolfschen Linie der Grafen von Dassel. Sie zählte 1144 zum Besitz des Northeimer Grafen Siegfried IV. von Boyneburg und wurde also vorher erbaut. Um 1150 hatte Hermann II. von Winzenburg ein Gebiet im Umfeld der Leine beherrscht, zu dem nach dem Tode von Siegfried IV. auch Nienover zählte. 1152 wurde der Graf von Winzenburg ermordet, und Heinrich der Löwe übernahm dessen Besitz. Er belehnte die Grafen von Dassel mit der Burg Nienover.
Nach dem Sturz Heinrichs 1180 machten die Grafen von Dassel Nienover zu ihrem Hauptsitz. Sie nannten sich nun auch Grafen von Dassel und Nienover. Von diesem Standort aus konnten sie zunächst ihre Position in Solling und Reinhardswald festigen. Sie erhoben Wegzoll von Ost-West-Reisenden und Floßzoll an der Weser.
1257 gelang es den Welfen, das benachbarte Uslar zu übernehmen, das 1180 von Heinrich dem Löwen an das Erzbistum Mainz übergegangen war. 1270 sahen sich die Grafen von Dassel gezwungen, die Wegerechte an die Welfen zu verkaufen. Ab 1274 hielten sie Nienover als Reichslehen. 1303 verkaufte Simon von Dassel die Burg Nienover an das Fürstentum Braunschweig-Wolfenbüttel.

### Weitere Burgen

#### Burg Lauenburg
Die Löwenburg wurde auch Lauenburg genannt und liegt auf dem Lauenberg bei Lauenberg. Der Ort am Fuße des Lauenberges wurde erst nach der grafschaftlichen Zeit gegründet, und zwar nach der Pestwelle von 1350. In Nachbarschaft zum Lauenberg liegt der Seelzerthurmforst.

#### Burg Grebenstein
Ab 1266 oder bald danach erweiterte Ludolf V. von Dassel die bis zu dieser Zeit wohl noch recht unbedeutende Burg Grebenstein in Nordhessen zum Schutz seines umliegenden Besitzes, den er dort als Mainzer Lehen hatte. Durch Heirat gelangten die Burg und Stadt Grebenstein wohl um 1279 an Ludolfs Schwiegersohn, Otto von Everstein.

#### Burg Schartenberg
1267 oder 1268 verkaufte Ludolf V. von Dassel seine (Teil-)Rechte an der Burg Schartenberg, die er als Lehen von Kurmainz innehatte, an Bischof Simon von Paderborn, was jedoch zu einem erbitterten Streit zwischen Mainz und Paderborn führte, der erst 1279 beendet wurde.

#### Burg Schöneberg
1272 verkaufte Ludolf VI. die Burg Schöneberg, die ihm zeitweise auch als Residenz gedient hatte. Mit ihr gab er auch die Gerichtsbarkeit auf sowie zahlreiche Orte, die später überwiegend wüst fielen. Die Burg Schöneberg war seit 1244 Lehen des Bistums Mainz. Mit diesem Verkauf ging die jahrzehntelange Herrschaft über den Reinhardswald für die Grafen von Dassel verloren. Daher waren sie über den Verkauf zerstritten. Sein Bruder Adolf V. war strikt dagegen und wollte den Verkauf nicht anerkennen. Die Verkaufsurkunde wurde erst 1273 erstellt. Ludolf VI. ließ schriftlich festhalten, dass er ihn sogar bekämpfen würde, wenn er nicht einlenkt. Der Verkauf an das Bistum Mainz lag im Interesse der Stadt Hofgeismar, so dass er auch dort beurkundet wurde.

#### Burg Hachen
Mit Rainald von Dassels Bischofszeit im Erzbistum Köln kamen die Grafen von Dassel zu mehreren Rechten in dem Gebiet zwischen ihrem Stammsitz und dem Bischofssitz. Dazu zählt die Vogtei für die an einem Nebenfluss der Ruhr gelegene Burg Hachen. Neben den Burgrechten besaßen sie im Rechtsrheinischen Schiefergebirge weitere Rechte. Mehrere Höfe zählten zu ihren Gütern. Einen Zusammenschluss mit ihren Territorien im Weserbergland konnten sie jedoch nicht erreichen, denn das dazwischen liegende Eggegebirge war der Einflussbereich des Erzbistums Paderborn. Somit blieb die Burgvogtei Streubesitz. Konsequent verkaufte Adolf II. im Einvernehmen mit Ludolf IV. sie im Jahr 1231 die an die aufstrebenden Grafen von Arnsberg, nachdem er in den Jahren davor schon verschiedene umliegende Zehntrechte veräußert hatte. Durch diese Vertretung des Kölner Erzbischofs wird Adolf II. von Dassel heute als Vorgänger der Marschälle von Westfalen eingestuft.

#### Burg Gieselwerder
1244 traten die Grafen von Dassel als Burgmannen der Wasserburg Burg Gieselwerder in den Dienst des Mainzer Erzbischofs Siegfried III. Dadurch kamen sie zu Einnahmen und konnten ihren Einfluss an der Oberweser behaupten. 1256 musste der Bischof von Mainz die Burg an die Welfen abtreten. Diese behielten die Burgmannschaft bis 1278 bei, zumal die benachbarte Stadt Hofgeismar mit dem Besitzerwechsel auf der Burg unzufrieden war, von der sie sich Schutz versprochen hatte.

## Kirchen und Klöster
Die Beziehungen der Grafen zur geistlichen Welt lassen sich, wie bei allen Adelsfamilien der Zeit, an den drei Kernaspekten Vogteirechte, kirchliche Laufbahn und Schenkungen festmachen.

### Vogteien
Die Grafen von Dassel besaßen mehrere Vogteirechte an geistlichem Gut. Bis zur Mitte des 13. Jahrhunderts versuchten sie diese auszuweiten. Kleinere Fehden waren die Folge.
Bereits 1113 hatte Ahnherr Reinold als Lehen die Vogtei des Klosters Corvey für den Suilberggau inne, die er bis zu seinem Tod im Jahr 1127 behielt. Rainald von Dassel, Erzbischof von Köln, übertrug den Grafen von Dassel die Vogtei über das an der Lenne gelegene Kloster Grafschaft, wo sie aufgrund der Entfernung zu ihrem Stammsitz Untervögte einsetzten. Sie besaßen die Vogteirechte von 1166 bis 1232. 1190–1272 besaßen sie auch die Vogteirechte über das Kloster Hilwartshausen, in diesem Falle als Lehnsmannen des Erzbistums Mainz. Weiterhin hatte Adolf II. von Dassel 1224–1233 die Vogtei über das Kloster St. Blasien in Northeim inne, ebenfalls als Lehen des Erzbistums Mainz; diese Vogtei gelangte 1233 an die Welfen. Auf die Vogtei über das Stift Fredelsloh verzichtete Ludolf VI. von Dassel 1277. Außerdem übten die Grafen von Dassel im 13. Jahrhundert die Vogteirechte über das Kloster Lippoldsberg aus, das sich allerdings stets um Unabhängigkeit bemühte. Daher ruhten die Rechte zeitweise. Den endgültigen Verzicht unterschrieb Ludolf V. im Jahr 1299.

### Kirchliche Ämter
Wilbrand von Dassel wurde Domherr in Magdeburg sowie Propst am Stift in Enger. Sigebodo von Dassel war bis zum Jahr 1251, in dem er verstarb, rund 30 Jahre lang Kanoniker am Dom zu Verden; zum Zeitpunkt seines Eintritts in das Domkapitel war sein Onkel Iso von Wölpe dort Bischof.
Mit dem Kloster Corvey standen die Grafen von Dassel auch über den Handel in Beziehung, wie Funde Corveyer Münzen in Nienover belegen. Abt von Corvey war 1222–1255 Hermann I. von Holte. Dieser war zugleich Dompropst am Merseburger Dom. Hartmann von Dassel wurde spätestens 1255 dort Kanoniker. Bis zu seinem Tod um 1295 behielt er die Stelle am Merseburger Dom rund 40 Jahre lang inne.

## Sehenswertes
- Am Nordhang des Dasseler Burgbergs befinden sich die Graben- und Wallreste der im ausgehenden Frühen Mittelalter erbauten ersten Burg der Grafen von Dassel.
- In Dassel befindet sich das Museum Grafschaft Dassel.
- Die heutige Ruine der Burg Hunnesrück wurde im 13. Jahrhundert von den Grafen von Dassel errichtet und 1521 in der Hildesheimer Stiftsfehde zerstört.
- Die Lauenburg wurde von den Grafen von Dassel errichtet. Sechs Jahrhunderte lang war sie dem Verfall preisgegeben, bevor sie 1907 konserviert wurde. Die Ruine gehört zum Ortsteil Lauenberg.
- Bis 1247 waren die Grafen mit der Hälfte der Homburg belehnt.
- Das heutige Wappen der Stadt Dassel mit dem achtendigen Hirschgeweih wurde 1210 von Adolf I. von Dassel als Wappen und Urkundensiegel eingeführt.
- Das plastische Abbild Rainalds aus dem 12. Jahrhundert findet sich auf dem goldenen Dreikönigenschrein, der im Kölner Dom steht.
- Das Stadtmuseum Einbeck führt u. a. die Prägetechnik vor, mit der im Mittelalter Geldmünzen hergestellt wurden. Ein in Corvey gefundener Brakteat der Grafen von Dassel gehört heute zum Bestand des LWL-Landesmuseums für Kunst und Kulturgeschichte in Münster, wird dort wegen des Museumsneubaus aber nicht vor 2013 zu besichtigen sein.
- Der Heinrichstein von Waschow belegt die Niederlage Adolfs I. von Dassel. Er ist einem seiner gefallenen Gegner gewidmet. Der Gedenkstein aus dem frühen 13. Jahrhundert steht seit 1976 vor der St.-Bartholomäus-Kirche in Wittenburg. Im Jahr 2000 wurde die Schlacht mit Ritterrüstungen nachgestellt.
- Die Vollfigur-Tumba von Adolfs I. Enkelsohn, Otto III., befindet sich in Bielefeld in der Neustädter Marienkirche.
- In der Stiftskirche St. Servatius in Quedlinburg ist das Quedlinburger Wappenkästchen ausgestellt. Auf ihm findet sich Adolf I. von Dassel als Turnierritter in stilisierter Darstellung, erkennbar an dem Hirschgeweih aus seinem Wappen.
- In Nienover gibt es Teile der Ausgrabungen zur Burgsiedlung zu sehen sowie ein rekonstruiertes mittelalterliches Haus.